# Théophile-Ambroise Laënnec
Théophile-Ambroise Laënnec est un médecin français né le 12 mars 1830 à Nantes et mort le 14 février 1896 à Nantes.

## Biographie
Théophile-Ambroise Laënnec est le fils d'Ambroise-François Laënnec, professeur à l'École de médecine de Nantes. Il est le petit-fils de Guillaume Laennec et de Louis-Hyacinthe Levesque. Il épouse Lucile Anne Lebreton, petite-fille d'Alexandre Auguste Joubert-Bonnaire.
Après ses trois années d'étude à l'Hôtel-Dieu de Nantes, il se rend à Strasbourg afin d'étudier l'histopathologie (1854-1858). Il présente sa thèse Recherches sur le développement du tissu osseux en 1858, obtenant son doctorat en médecine.
Rentré à Nantes, il devient histologiste au musée d'anatomie, créé par Louis-Théodore Hélie ; il a notamment pour élèves Albert Malherbe et Georges Clemenceau. Chef des travaux anatomiques à l'École de médecine de Nantes et professeur suppléant d'anatomie et de physiologie en 1861, il est successivement nommé professeur adjoint d'anatomie et de physiologie en 1863, secrétaire-agent comptable, professeur d'anatomie et de physiologie en 1867, professeur de physiologie en 1868, professeur d'hygiène et de médecine légale en 1876, directeur de l'école de plein exercice en 1876 puis professeur de physiologie en 1883.
Médecin légiste, Laënnec fonde la Société anatomique de Nantes en 1879. Il est membre du Conseil d'hygiène et de salubrité de Loire-Inférieure, médecin expert du tribunal civil de Nantes et de la Cour d'assises de la Loire-Inférieure (adjoint de 1860 à 1870, puis titulaire de 1870 à 1890), médecin des hôpitaux de Nantes à partir de 1862, président de la Commission de surveillance du Museum d'histoire naturelle de Nantes.
Élu correspondant national de l'Académie nationale de médecine pour la division d'anatomie et physiologie le 26 juillet 1892, il est président de la Société de médecine de Nantes (1867), de la Société académique de Nantes (1872), de la Société des sciences naturelles de l'Ouest et de l'Association des médecins de la Loire-Inférieure, président perpétuel de la Société anatomo-pathologique de la Loire-Inférieure et membre du Conseil général de l'association générale des médecins de France.

## Publications
- Rapport sur une "Étude pratique sur l'état actuel de la prophylaxie sanitaire internationale", de M. le Dr Valentin Vignard,... (1889)
- Rapport médico-légal sur une enquête judiciaire motivée par une fausse accusation de viol portée par une hystéroépileptique, présentant un curieux dédoublement de la personne (1888)
- Rapport médico-légal sur une enquête judiciaire motivée par une fausse accusation de viol (1888)
- Tuberculose généralisée immédiatement après l'ablation d'un testicule tuberculeux... [Note sur l'emploi des injections vaginales antiseptiques dans les cas d'avortement. - Service du Dr Laënnec. Tumeur du cervelet. *Examen histologique pratiqué par M. Albert Malherbe (1887)
- Médecine légale (1881)
- Discours prononcé le 24 novembre 1872... à la séance annuelle de la Société académique de la Loire-Inférieure (1872)
- De l'Utilité qu'il y aurait à multiplier en France les Facultés de médecine. Ressources et titres que l'École préparatoire de médecine et de pharmacie de Nantes présente pour être transformée en Faculté de médecine (1871)
- Tumeur complexe, observation et examen (1869)
- Allocution prononcée à la séance de la Société de médecine, le 4 octobre 1867 (1867)
- Discours prononcé le 3 novembre 1866... à la séance de rentrée de l'École préparatoire de médecine et de pharmacie... de Nantes (1866)
- De la Périostite phlegmoneuse (1866)
- Observation d'un corps fibreux interstitiel de l'utérus, datant de 50 ans et ayant subi l'encroûtement calcaire périphérique (1865)
- Ossification de la choroïde : réflexions sur les ossifications de l’œil (1861)
- Études sur la pyogénie (1860)
- Examen des doctrines de la formation du cal et de la régénération des os (1860)
- Projet de loi sur l'organisation de l'enseignement supérieur (1859)
- Recherches sur le développement et la structure intime du tissu osseux (1858)
- Académie de Rennes. Université de France... École de plein exercice de médecine et de pharmacie de Nantes. [Lettre au ministre de l'Instruction publique, au sujet du projet de réforme des études médicales]
- Paralysie de l'accommodation des deux yeux à la suite d'une angine diphtérique
- Rupture du cœur produite par un choc très violent, sans lésion extérieure

### Sources
- Émilien Maillard, Nantes et le département au XIXe siècle : littérateurs, savants, musiciens et hommes distingués, 1891